# Anthology (álbum de Asia)
Anthology es el quinto álbum recopilatorio de la banda británica de rock progresivo Asia y fue publicado en 1997. Este compilado fue relanzado tiempo después, en el año de 1999.  Este álbum contiene algunos grandes éxitos de la banda como «Heat of the Moment» y «Only Time Will Tell», pero interpretadas en la voz y en el bajo por John Payne.
Debido a una orden judicial obtenida por el bajista y cantante original de Asia John Wetton, tuvieron que ser regrabadas los temas «Heat of the Moment», «Only Time Will Tell», «Don't Cry», «The Heat Goes On» y «Go» en los Estudios Loco en Gales, Reino Unido.

## Lista de canciones
| Side one |                           |                                          |          |  |
| N.º      | Título                    | Escritor(es)                             | Duración |  |
| 1.       | «The Hunter»              | Geoff Downes                             | 5:20     |  |
| 2.       | «Only Time Will Tell»     | Downes / John Wetton                     | 4:42     |  |
| 3.       | «Arena»                   | Downes / John Payne / Andrew Herod       | 5:14     |  |
| 4.       | «Anytime»                 | Downes / Payne                           | 4:54     |  |
| 5.       | «Don't Cry»               | Downes / Wetton                          | 3:20     |  |
| 6.       | «Aqua Pt. 1»              | Downes / Payne / Steve Howe              | 2:09     |  |
| 7.       | «Who Will Stop the Rain?» | Downes / Johnny Warman / Jane Woolfenden | 4:35     |  |
| 8.       | «The Heat Goes On»        | Downes / Wetton                          | 5:04     |  |
| 9.       | «Two Sides of the Moon»   | Downes / Payne                           | 5:21     |  |
| 10.      | «Reality»                 | Downes / Payne                           | 4:24     |  |
| 11.      | «Go»                      | Downes / Wetton                          | 3:25     |  |
| 12.      | «Feels Like Love»         | Downes / Payne                           | 4:49     |  |
| 13.      | «Someday»                 | Downes / Warman                          | 5:47     |  |
| 14.      | «Heat of the Moment»      | Downes / Wetton                          | 3:51     |  |
| 15.      | «Military Man»            | Downes / Payne                           | 4:12     |  |
| 16.      | «Different Worlds»        | Downes / Payne                           | 5:52     |  |

## Formación
- Geoff Downes — teclados y coros
- John Payne — voz principal, bajo y guitarra (en las canciones 1, 11 y 16)
- Steve Howe — guitarra (en las canciones 6, 7 y 13)
- Al Pitrelli — guitarra (en las canciones 4, 7, 10, 12, 13 y 15)
- Mandy Meyer — guitarra
- Aziz Ibrahim — guitarra (en las canciones 8, 9 y 11)
- Elliot Randall — guitarra (en las canciones 2, 3 y 9)
- Michael Sturgis — batería y percusiones